# روبرت زد. لورانس
روبرت زد. لورانس (بالإنجليزية: Robert Z. Lawrence)‏ هو اقتصادي أمريكي، ولد في 1949.

## وصلات خارجية
- روبرت زد. لورانس على موقع إن إن دي بي (الإنجليزية)